# Passeres sobre el Riu Ripoll
Les Passeres sobre el Riu Ripoll són un conjunt de tres passarel·les ubicades a Sabadell i que creuen el riu Ripoll. El conjunt el formen la Passera del Molí d'en Fontanet, la Passera de Can Grau i la Passera del Molí de l'Amat (actualment només en queda en peu una de les piles).

## Història
La nit del 25 de setembre de l'any 1962 hi va haver una riuada al Ripoll que va tenir uns efectes catastròfics en pèrdues humanes i materials. Es va emportar passeres, guals i ponts, i al novembre del mateix hi va haver noves riuades violentes. La Confederació Hidrogràfica del Pirineu Oriental va impulsar el projecte del condicionament dels marges, que incloïa l'eixamplament i neteja de la llera, la construcció del murs de formigó, protecció de talussos, la construcció de preses agrícoles i de diversos accessos, incloses 3 passarel·les.
El Proyecto de acondicionamiento del cauce del Rio Ripoll en el Término Municipal de Sabadell de 28 de febrer del 1963, va ser signat per l'enginyer Albino Lasso Conde i supervisat pel cap de secció Sr. Paredis amb vist i plau del Director de la Confederació Hidrogràfica del Pirineu Oriental Juan Montañés.
L'autor del projecte, Albino Lasso Conde, enginyer de camins, canals i ports s’havia exiliat a Sud-amèrica durant la primera etapa del Franquisme, degut al seu passat republicà, als anys 60s retornà, va ser readmès al cos d'enginyers de camins, canals i ports i va ser destinat com a Enginyer Cap a la Confederació Hidrogràfica del Pirineu Oriental. Degut al seu coneixement de l'enginyeria americana va proposar construir les passeres de tipologia ‘cantilever’ suportada amb tirants, era una opció novedosa Espanya però resultava ser l'opció més econòmica i ràpida de construir.
Les passares es van finalitzar la primavera de 1964; es construïren al llarg de 1963 i els primers mesos de 1964.

## Enginyeria
Les tres passarel·les (una de les quals no existeix ja) eren iguals de tipologia atirantada, formada d'un tauler compost per bigues metàl·liques de 50,40 m dividides en 3 trams articulats entre ells, de 16,80 m. L'ample de la passera és de 2 m.
Les passeres tenen 2 piles de formigó armat de 8 m d'alçada per on passen els 8 tirants que suporten el tauler. Aquests queden ancorats en 2 morts de formigó ubicats a banda i banda de la passera.
Aquest tipus de construcció és molt pioner a Espanya per l'època en què es van construir. El primer pont atirantat amb trànsit viari a Espanya és el Pont de la Salve i es va obrir al servei el 1972. En reconeixement d'aquesta singularitat l'Ajuntament de Sabadell l'ha inclòs dins del Pla Especial de Protecció del Patrimoni de Sabadell (PEPS).